# Gesellschaft zur Förderung umweltgerechter Straßen- und Verkehrsplanung
Die Gesellschaft zur Förderung umweltgerechter Straßen- und Verkehrsplanung (GSV) ist ein deutscher Lobbyverband der Straßenbauindustrie. Nach eigenen Angaben besteht das Ziel der GSV darin, sich für die Umsetzung der im aktuellen Bundesverkehrswegeplan aufgeführten deutschlandweit 700 Ortsumgehungen mit einem Volumen von 11,5 Mrd. Euro bis 2015 einzusetzen. Des Weiteren setzt sich die GSV für das Schließen von Lücken im Autobahnnetz ein.

## Geschichte
Der Verein wurde 1980 in Bonn gegründet.[3] Dort ist er im Vereinsregister AG Bonn unter der Nr.20VR4589 eingetragen. Die Geschäftsstelle befindet sich in München. [4]
Seit Gründung des Vereins hatte dieser mehrere Vorsitzende, die ihre beruflichen Wurzeln in leitenden Funktionen des öffentlichen Straßen- und Verkehrswegebaus hatten und haben.
Nahezu zeitgleich mit der GSV wurde deren Fördergemeinschaft (FSV) gegründet, deren Ziel die Finanzierung des Projektbetreuungsaufwands der GSV ist.

## Vereinsarbeit
1998 berichtete Panorama (ARD) über die GSV[5], 2003 auch die Westfälische Rundschau und der Spiegel[6]. Nach diesen Berichten betreute die GSV seinerzeit 150 Projekte und zählten zu den damaligen 220 Mitgliedern Politiker (vom Gemeinderat bis zum Bundestagspolitiker), Städte und Gemeinden sowie Bürgerinitiativen.

Laut eigener Aussage der Gesellschaft betreut die GSV regelmäßig rund 100 Projekte, vornehmlich aus dem Bundesverkehrswegeplan. Für die Betreuung dieser Projekte sind fünf Landesbeauftragte zuständig, deren Gebiete folgende Bundesländer umfassen:
·      Hessen und Niedersachsen
·      Bayern, Sachsen und Thüringen
·      Baden-Württemberg
·      Berlin, Brandenburg, Mecklenburg-Vorpommern, Schleswig-Holstein und Sachsen-Anhalt
·      Nordrhein-Westfalen, Saarland und Rheinland-Pfalz
Zu den rund 120 Mitgliedern der GSV (2023) zählen aktive und ehemalige kommunale Mandatsträger, Kommunen und Bürgerinitiativen. Mitglieder der GSV erhalten kostenfreie Beratung zu den Möglichkeiten, ihre Interessen wirkungsvoll zu vertreten.
Nach der Wahl von MDirig. a. D. Karl Wiebel zum Vorsitzenden im Oktober 2021 wurde das Spektrum der unterstützten Projekte gezielt um Verkehrsprojekte außerhalb des Bundesverkehrswegeplans (u. a. Radwege, Parkplätze, Lärmschutz) ausgedehnt. Dies zeigt sich auch in der überarbeiteten Satzung vom Mai 2023.

Nach den medialen Wellen, die GSV-Aktivitäten um die Jahrhundertwende geschlagen hatten (u. a. durch stark kritisierte Äußerungen des seinerzeitigen Vorsitzenden), ist die GSV seither aus der kritischen öffentlichen Wahrnehmung weitgehendverschwunden.

Mangels Nachfrage und aus Kostengründen wurde die Herausgabe der Zeitschrift Verkehr + Umwelt 2013 eingestellt. Die Information der Mitglieder und Interessierter erfolgt nunmehr über die Homepage der Gesellschaft www.gsv-verkehrundumwelt.de

## Finanzierung
Die Finanzierung erfolgt größtenteils über die Fördergemeinschaft für umweltgerechte Straßen- und Verkehrsplanung e.V. (FSV), der 2023 rund 90 Mitglieder angehören. Hier zahlen Unternehmen und Verbände ein. 
Daneben erhält die GSV Mitgliedsbeiträge und ist als gemeinnützig eingetragener Verein Empfänger von Bußgeldern [7]. Der Jahresetat der GSV lag 2023 bei 85.000 Euro. Größtenteils stammen die der GSV zur Verfügung stehenden Mittel von den Zuwendungen der FSV.

FSV-Vorsitzender ist seit Mai 2024 Prof. Dipl.-Ing. Andreas Appelt.
Stellvertretender Vorsitzender ist Dipl.-Wirtsch.-Ing. Bernd Krempel.
Geschäftsführendes Vorstandsmitglied ist Klaus H. R. Wild

## GSV-unterstützte Bürgerinitiativen
Der Spiegel berichtete, dass die GSV Bürgerinitiativen pro Straßenbau nicht nur unterstützt, sondern teilweise auch deren Gründung initiiert; so geschehen beispielsweise bei der „Bürgerinitiative umweltfreundliche Autobahn A73“ oder der „Bürgeraktion pro Ostumgehung“ Celle.
Auch die Karbener Bürgerinitiative „Nordumgehung jetzt“ an der B 3 hatte Kontakte zur GSV. Kurz vor ihrem angekündigten Beitritt in die GSV kam aber diese Lobbyverbindung in die Presse und die Bürgerinitiative versuchte sich eiligst von ihr zu distanzieren.
In Oberfranken macht die GSV Lobbyarbeit für die sogenannte „Fichtelgebirgsautobahn“ (B 303).
In Obing unterstützt sie die Bürgerinitiative „L(i)ebenswertes Obing“, die sich für eine Ortsumfahrung starkmacht.
Der Verein „Ja zur A 94 e. V.“ weist auf seiner Homepage auf die GSV hin.
Die Lobbyarbeit der im April 2013 in Landshut gegründeten „Initiative Pro B15 neu“, welche selbst keine Mitgliedsbeiträge erhebt, wird über die GSV finanziert.
Nach eigenen Aussagen stand die GSV auch der Bürgerinitiative VEO (VerkehrsEntlastungOberau) „von Beginn an [...] unterstützend zur Seite [...]“ und „konnte dabei wertvolle Hinweise für zielführende Aktionen geben“ zur Umsetzung der Ortsumgehung Oberau (B 2).
Auch die Bürgerinitiative Pro Umfahrung Winden im Elztal wurde unterstützt. Die Zusammenarbeit mit ihr wurde als „vertrauensvoll und freundlich“ charakterisiert.

## GSV-befürwortete Vorhaben
Die GSV befürwortet unter anderem folgende Bauvorhaben:
- B 2: Ortsumfahrung Oberau[11]
- B 11: Ausbau zwischen Deggendorf und Anbindung an die B 85 bei Patersdorf[12]
- B 15: Westtangente Rosenheim[13]
- B 15neu im Allgemeinen und Ost-Süd-Umfahrung Landshut im Speziellen[14]
- B 299: Ortsumfahrung Weihmichl[15]
- A 94: Weiterer Ausbau[16]

## GSV-Vertreter
Personen, die in der GSV die Funktion von Landesbeauftragten innehaben, waren in ihrer aktiven Berufszeit als Führungskräfte in der öffentlichen Verwaltung und als Mandatsträger tätig. Auf die daraus resultierenden guten Kontakte zur öffentlichen Hand wurde in der Vergangenheit von Kritikern immer wieder hingewiesen.
Bis 2024 war Karl Wiebel Vorsitzender der Gesellschaft, der bis Februar 2019  Abteilungsleiter Straßen- und Brückenbau im Bayerischen Staatsministerium für Wohnen, Bau und Verkehr war. Weitere Vorstandsmitglieder der GSV sind trotz der öffentlichen Aufforderung verschiedener Verbände bisher nicht bekannt.